# Рыково (Тутаевский район)
В Ярославской области есть ещё две деревни Рыково, в Переславском и Гаврилов-Ямском районах
Рыково — деревня Артемьевского сельского округа Артемьевского сельского поселения Тутаевского района Ярославской области.
Деревня расположена на северо-западной окраине Тутаева, с северо-восточной стороны от федеральной трассы Р151 Ярославль—Рыбинск на участке Тутаев — Рыбинск, между трассой и правым берегом Волги. Это первая деревня от Тутаева в сторону Рыбинска. Она стоит на высоте на левом берегу Рыкуша, правого притока Волги, протекающего в глубокой долине. На противоположной стороне этой долины находятся кварталы центральной части города Тутаев. С северо-восточной стороны от деревни, на том же левом берегу Рыкуши и непосредственно на берегу Волги расположено Молявино, в настоящее время крайний северо-западный район города. На расстоянии около 1 км по трассе, с северо-западной стороны стоит деревня Красинское. На удалении около 2 км к юго-западу от Рыково, выше по течению, на левом берегу реки Рыкуша деревня Мартыново.
Деревня Рыкова указана на плане Генерального межевания Борисоглебского уезда 1792 года. В 1825 Борисоглебский уезд был объединён с Романовским уездом. По сведениям 1859 года деревня относилась к Романово-Борисоглебскому уезду .
На 1 января 2007 года в деревне Рыково числилось 16 постоянных жителей. Почтовое отделение, находящееся в городе Тутаев, обслуживает в деревне Рыково 17 домов.